# نیروی واکنش سریع

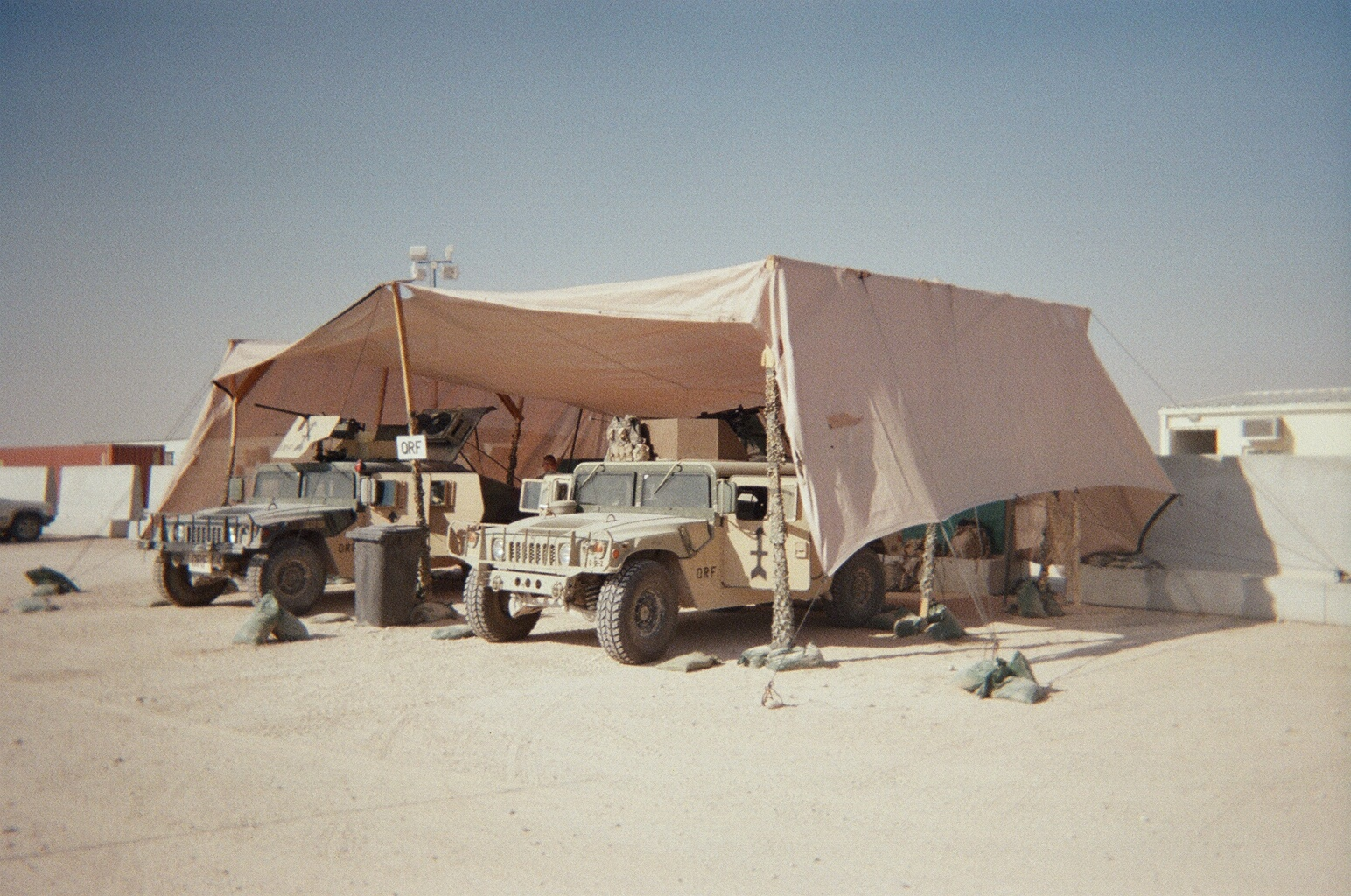
یک منطقه استقرار نیروهای واکنش سریع ارتش ایالات متحده در کمپ بوهرینگ، کویت (۲۰۰۵)

در واژگان مرتبط با علوم نظامی، نیروی واکنش سریع یا QRF (به انگلیسی: Quick reaction force) یک واحد نظامی مسلح است که قادر است به‌سرعت به موقعیت‌های متفاوت و متغیر، واکنش نشان دهد. این واحدهای نظامی، معمولاً برای کمک به واحدهای دیگر، باید تجهیزات آماده برای پاسخگویی به هر گونه شرایط اضطراری را داشته باشند. واحدهای متحرک نیروهای نظامی، اغلب به عنوان نیروهای واکنش سریع اختصاص داده می‌شوند.
بسیاری از پایگاه‌های نظامی عملیاتی دارای نیروهای واکنش سریع اختصاصی خود هستند تا بلافاصله بتواند به تهدیدات علیه پایگاه و اطراف آن واکنش نشان دهند.